# Hans Heinrich Eegberg
Hans Heinrich Eegberg (Kalundborg, 3 de marzo de 1723 - Fredericia, 11 de mayo de 1784) fue un pintor y dibujante danés

## Biografía
Nació en Kalundborg el 3 de marzo de 1723 en la familia del director de escuela Westi Hansen Eegberg y Valborg Aabye. No se conoce qué educación o aprendizaje en el oficio de pintor tuvo. Es conocido particularmente por las vistas de Copenhague realizadas por orden real entre 1745 y 1750 en colaboración con Johannes Rach. Algunas de las pinturas están basadas en placas de cobre de los libros Den Danske Vitruvius (1746-1748) y Hafnia Hodierna (1748) de Lauritz de Thurah. Las pinturas están consideradas de gran valor histórico puesto que Eegberg y Rach realizaron sus obras en color y mostraron escenas de la vida cotidiana, aunque su calidad pueda ser un poco primitiva.
Desde el 7 de enero de 1752 Eegberg viviría trabajando como funcionario en el ayuntamiento de Fredericia, donde viviría hasta su muerte en 1784. Se casó con Marianne Dorothea Hannefelt (Rise, 3 de junio de 1735 - Fredericia, 23 de diciembre de 1785), hija del gobernador del condado y asesor Johan Christopher Hannefelt y Sophie Margaretha NN. Durante su estancia en esta ciudad realizó algunas vistas de la ciudad y copió un retrato del rey Federico V y la reina Luisa de Carl Gustaf Pilo, cuadros que donó al ayuntamiento de la ciudad.

## Obras
De la cooperación de Hans Heinrich Eegberg y Johannes Rach:
- 177 pinturas en perspectiva por orden real (1747-1750, Nationalmuseet, algunas en el Museo de Copenhague)
- 33 pinturas de la vida de los sami, sobre esbozos de Knud Leem (Nationalmuseet, Colección Etnográfica)

De Eegberg solo:
- Palacio de Sorgenfri (1745, Museo Nacional de Historia del Castillo de Frederiksborg).
- Dos vistas de Fredericia (1761, Ayuntamiento de Fredericia).
- Federico V de Dinamarca y la Reina Luisa (copia de Carl Gustaf Pilo, Ayuntamiento de Fredericia).